# حكومة عبد العزيز عبد الغني
حكومة عبد العزيز عبد الغني هي حكومة يمنية، كُلف عبد العزيز عبد الغني بتشكيلها في 7 أكتوبر 1994 واستمرت حتى 14 مايو 1997.

## أعضاء الحكومة
| م  | المنصب                                   | الاسم                                     |
| -- | ---------------------------------------- | ----------------------------------------- |
| 1  | رئيس الوزراء                             | عبد العزيز عبد الغني                      |
| 2  | نائب رئيس الوزراء                        | عبد الوهاب الآنسي                         |
| 3  | نائب رئيس الوزراء ووزير الخارجية         | عبد الكريم الإرياني                       |
| 4  | نائب رئيس الوزراء ووزير الصناعة          | محمد سعيد العطار                          |
| 5  | نائب رئيس الوزراء ووزير التخطيط والتنمية | عبد القادر باجمال                         |
| 6  | وزير الصناعة                             | أحمد محمد صوفان (حتى 9 مارس 1996)         |
| 7  | وزير الخدمة المدنية والإصلاح الإداري     | صادق أمين أبو رأس                         |
| 8  | وزير الدفاع                              | عبد الملك السياني                         |
| 9  | وزير الداخلية                            | يحيى المتوكل( حتى 13 ديسمبر 1995)         |
| 9  | وزير الداخلية                            | حسين محمد عرب                             |
| 10 | وزير النفط والثروات المعدنية             | فيصل بن شملان                             |
| 11 | وزير الشئون القانونية وشئون مجلس النواب  | عبد الله أحمد غانم                        |
| 12 | وزير العدل                               | عبد الوهاب لطف الديمي                     |
| 13 | وزير التأمينات والشئون الاجتماعية والعمل | محمد عبد الله البطاني                     |
| 14 | وزير المواصلات                           | أحمد محمد الآنسي                          |
| 15 | وزير الإدارة المحلية                     | محمد حسن دماج                             |
| 16 | وزير التموين والتجارة                    | محمد عبد الوهاب جباري(حتى 12 ديسمبر 1995) |
| 16 | وزير التموين والتجارة                    | محمد أحمد أفندي (حتى 14 ديسمبر 1995)      |
| 16 | وزير التموين والتجارة                    | عبد الرحمن محمد علي عثمان                 |
| 17 | وزير المالية                             | محمد أحمد الجنيد                          |
| 18 | وزير الثروة السمكية                      | عبد الرحمن الكافي بافضل                   |
| 19 | وزير النقل                               | أحمد مساعد حسين                           |
| 20 | وزير الإعلام                             | محمد سالم باسندوة(حتى 13 ديسمبر 1995)     |
| 20 | وزير الإعلام                             | عبدالرحمن الأكوع                          |
| 21 | وزير الشباب والرياضة                     | عبد الوهاب راوح                           |
| 22 | وزير الكهرباء والمياه                    | عبد الله محسن الأكوع                      |
| 23 | وزير الزراعة والثروات المائية            | أحمد سالم الجبلي                          |
| 24 | وزير الثقافة والسياحة                    | يحيى حسين العرشي                          |
| 25 | وزير الإنشاءات والإسكان والتخطيط الحضري  | علي حميد شرف                              |
| 26 | وزير الأوقاف والإرشاد                    | غالب عبد الكافي القرشي                    |
| 27 | وزير الصحة العامة                        | نجيب سعيد غانم                            |
| 28 | وزير التربية والتعليم                    | عبد المجيد المخلافي                       |
| 29 | وزير الدولة لشئون المغتربين              | فضل محمد بن عيدورس العفيفي                |